# ブラゴーリ
ブラゴーリは、吉本興業東京本社（東京吉本）所属の日本のお笑いコンビ。2014年4月結成。東京NSC20期生。2020年1月〜2021年11月まで「泥水すすり隊」のメンバーとして活動。2021年5月〜神保町よしもと漫才劇場所属メンバー、2025年4月〜渋谷よしもと漫才劇場メンバー。

## メンバー
塚田 裕輝（つかだ ゆうき、1990年5月6日（35歳） - ）
- 神奈川県横浜市出身。ボケ担当、立ち位置は向かって左。身長170cm、体重77kg。血液型はB型。
- 桐蔭学園高等学校卒業。日本大学法学部卒業。
- 愛称は「塚田さん」「つかぴ」ファンの総称は「ツカプリ」。
- 3人兄弟の末っ子。
- 特技は、野球（中学時代全国大会に出場）ハンドボール（高校時代県ベスト8）ラグビー（5才から）。ディズニー王子モノマネ、くだり、ジェスチャー、肩がデカい。
- 趣味は麻雀（Mリーグ）、APEX、家庭菜園、マイナースポーツ。
- スポーツ万能で、ライブの企画でポールダンスに挑戦した時も、指導した先生から「才能がある」とべた褒めされたことがある。
- おばたのお兄さんが率いる若手芸人草野球チーム『GATTIN』に所属。
- お笑い芸人所属チームリーグ戦Gリーグの「沖縄学園」にも所属。
- 1998年前後から横浜DeNAベイスターズのファン。
- 自宅のベランダで家庭菜園をしており、ナス・バジル・オクラ・大葉・唐辛子を育てている。ベランダで菜園している男性という事で『ベランダンシ』と命名した。

- 2021年3月24日放送のYouTube生配信にて、結婚と長男の誕生(2021年3月16日)を発表。
- 2024年10月6日放送のYouTube生配信にて、双子の誕生を発表。二卵性双生児の男女である。[1]

大ちゃん（だいちゃん、1991年5月31日（34歳） - ）
- 埼玉県加須市出身。ツッコミ担当、立ち位置は向かって右。
- 身長182cm、体重77kg、血液型A型。
- 佐野日本大学高等学校卒業。日本大学法学部（夜間部）卒業。
- 本名および旧芸名は鈴木大介（すずきだいすけ）。
- 姉が1人いる。
- 愛称は「大ちゃん」。
- 特技は、バスケットボール（中学時代に県選抜、現在も週５でしている）、恋愛哲学（ただし童貞）。
- 趣味は読書、カフェめぐり、筋トレ、バスケ、ゲーム（ウイイレ、パワプロ、ダークソウル、ラストオブアス、サイコブレイク、バイオハザードなど）、supremeなど。
- クリスタルジムでトレーナーを務めている。

## 芸風
- 主に漫才。塚田が明朗快活な様々なボケを繰り出し、大ちゃんが振り回されながらツッコむ舞台を大きく使った漫才コントが多い。『新しい波24』や『お願い！ランキング』ではコントも披露。
- ネタ作りは2人で行っている。
- 塚田のピンネタとして、彫りの深い顔立ちを利用した「ディズニー映画の王子様のものまね」や「コール オブ デューティシリーズのあるあるものまね」をSNSに投稿している。
- 大ちゃんは若い頃の石破茂のモノマネをすることもある。
- 出囃子は The Medics『City』

## エピソード
- 2人は日本大学の経商法落語研究会の先輩・後輩。塚田の1年後輩として鈴木が入部。当初は互いに別のコンビ(鈴木はトリオ)を組んでいたが解散、その後鈴木が塚田に憧れてコンビを組むことを熱望し結成。
- コンビ名の由来は日本大学にいた教授の名前から。当初は、鈴木の父親が会社の重役であることから「プレジデント」という候補もあった。
- コンビ揃ってお酒に弱い。特に鈴木はほとんど飲めなかったが、少し飲めるようになってきた。
- 兼近大樹（EXIT）プロデュースの若手ユニット「泥水すすり隊」のメンバー。
- 2020.9月にYouTube「ブラゴーリ硬式チャンネル」を開設するも登録者1000人達成するまで2本目の動画が投稿されず。2020.9.23に1000人達成。毎日投稿が続き、2020.12.30に累計再生時間4000時間を達成した。
- ゲーム配信はApex Legendsをメインに様々なゲーム配信を行っている。解説、説明が丁寧であり視聴初心者には優しい配信となっている。
- 2020年、キングオブコントにて初めて準々決勝に進出するも、塚田が鈴木のズボンを降ろすシーンで、誤って下着まで一緒におろしてしまい、危うく陰部が見えそうになる（一部見えたという説あり）というハプニングがあった。

### 塚田 裕輝
- 泥水すすり隊結成前は飲食店でバイトをしていたため、料理が得意である。泥水すすり隊の公式YouTube「どろみずTV」では料理動画も披露している。
- 相方に勧められゲームを始める。深夜遅くまでやりこみ、「コールオブデューティー」はレベルMAXまで到達するほどの腕前である。
- 最近はApex Legends（エーペックスレジェンズ）にハマっている。コンビの公式YouTubeチャンネルではゲーム配信を行うこともある。
- ハッピーエンドの映画が好き。
- 似ていると言われている有名人は、蓮舫議員、ディズニーの王子、目がスティッチ。
- 基本的に誰とでも仲良くなれるが、特に仲の良い芸人はマリーマリータコス。
- 好きなタイプは有村架純、憧れの芸能人はバナナマンおお
- 現在、バルーンアート、ジャグリングを習得中。バルーンを作りながらインスタライブ配信を行うこともある。
- 2021年3月24日放送のYouTube生配信にて、結婚と長男の誕生(2021年3月16日)を発表。
- 2024年10月6日放送のYouTube生配信にて、双子の誕生を発表。二卵性双生児の男女である。[4]

### 大ちゃん
- 母親が料理が苦手な為、冷凍食品を食べて育った。
- 好きな食べ物は、から揚げとマクドナルドのポテト。
- ねぎが苦手。ラーメンを食べるときでも必ずねぎ抜きを注文する。
- 小学生の頃はかなり太っており、マクドナルドのポテトを食べ過ぎて入院したことがある。
- 童貞だが、大学時代はそのことを隠しながら恋愛哲学を後輩に語っていた。また童貞であるが故に、DTテレビやアメトーーク!などのテレビ出演を果たしている。童貞である理由について「初めては妥協したくない」と語っており、塚田は「大ちゃんの理想が高すぎるから」と語っている。
- 「100日後に童貞を卒業する大ちゃん」という企画で、226日目で童貞を卒業。
- 中学時代バスケ部のキャプテンだったが、部員からいじめを受けていた。
- 大学で知り合った塚田さんと仲良くなったことでいじめを克服する。
- 芸人になりたての頃、家がなくバイト先であるサウナに寝泊まりしていた。仲のよい芸人とシェアハウスをしていたが、同居人が退去していったため最終的に一人暮らしになっていた。
- ゲーム好きで、風呂上がりに裸のままプレイしてしまうくらい好き。「Apex Legends」をメインに様々なゲームの配信を行なっている。
- 「泥水すすり隊」結成前はごみ収集のアルバイトで家電などの粗大ごみを担当していた。
- 劇場のライブ中に買い物をする企画でApple Watchを買ってきたことがある。
- ファーストキスは渋谷のクラブで。緊張しすぎて相手の舌を思いっきり噛んでしまった。
- テレビで同期の3時のヒロインかなでから告白されたが断った。現在まで13回告白されているが全て断っている。2022年10月の『ぜにいたち』では友人である生中野女子・おつるに番組を通し告白した[2]。
- 親しい後輩芸人からも「鈴木さん」や「大介さん」ではなく、「大ちゃん」と呼ばれている。
- 好きなタイプは背の高い人、憧れの芸能人は千鳥ノブ
- 泥水すすり隊ではバンドチーム所属、自らの名前がついた「大ちゃん'sバンド」を結成。ドラム担当。
- 大学在学中、後輩として入部してきたナイチンゲールダンスのヤスに落語研究会を改革される。ヤスからケツに蹴りを入れられたことがあり、いまだに和解できていない。
- ぼる塾のはるちゃんはNSC時代から大ちゃんのファンであり、番組出演の際にギャグ「お団子大ちゃんプー」のポーズをすることがある。
- 仲の良い芸人は、おミュータンツ宮戸、ラタタッタ渡辺ポット、ぶったま、あとむ、金城めくるくん、ネイチャーバーガー笹本、しんや、3時のヒロインかなで、ぼる塾、ジェラードンかみちぃ（かみちぃ軍団）、軟水など。
- 似ている有名人は、石破首相、ダブルヒガシの東など。
- ルールを理解するのが苦手。劇場のYouyTube「壁の向こう側にいる劇場メンバーを質問で当てる」という企画のMCで、名前を言ってしまうミスを繰り返している。[3]

## 賞レース成績

### M-1グランプリ
| 年度   | 結果         | エントリー No. | 会場                   | 日程     | 備考                             |
| ------ | ------------ | -------------- | ---------------------- | -------- | -------------------------------- |
| 2015年 | 2回戦進出    | 2422           | 雷5656会館ときわホール | 10月16日 |                                  |
| 2016年 | 2回戦進出    | 366            | 雷5656会館ときわホール | 10月13日 |                                  |
| 2017年 | 2回戦進出    | 666            | 雷5656会館ときわホール | 10月5日  |                                  |
| 2018年 | 3回戦進出    | 1268           | ルミネtheよしもと      | 10月15日 |                                  |
| 2019年 | 2回戦進出    | 3276           | 雷5656会館ときわホール | 10月18日 |                                  |
| 2020年 | 2回戦進出    | 941            | よしもと有楽町シアター | 10月31日 |                                  |
| 2021年 | 準々決勝進出 | 494            | ルミネtheよしもと      | 11月16日 |                                  |
| 2022年 | 3回戦進出    | 864            | よしもと有楽町シアター | 10月31日 |                                  |
| 2023年 | 3回戦進出    | 1673           | KANDA SQUARE HALL      | 11月7日  | 2回戦敗退後、追加合格で3回戦進出 |
| 2024年 | 3回戦進出    | 2778           | KANDA SQUARE HALL      | 11月7日  |                                  |

### キングオブコント
| 年度   | 結果         | 会場                                      | 日程      | 備考                                                                     |
| ------ | ------------ | ----------------------------------------- | --------- | ------------------------------------------------------------------------ |
| 2016年 | 1回戦敗退    | よしもとイオンモール幕張劇場              | 7月4日    |                                                                          |
| 2017年 | 1回戦敗退    | よしもとイオンモール幕張劇場              | 7月3日    | その後7月19日シアターブラッツにて開催された1回戦に再エントリーするが敗退 |
| 2018年 | 1回戦敗退    | シアターブラッツ                          | 7月10日   |                                                                          |
| 2019年 | 2回戦進出    | きゅりあん小ホール                        | 8月2日    |                                                                          |
| 2020年 | 準々決勝進出 | きゅりあん小ホール                        | 8月14日   |                                                                          |
| 2021年 | 準々決勝進出 | きゅりあん小ホール                        | 8月14日   |                                                                          |
| 2022年 | 準々決勝進出 | なかのZERO西館小ホール                    | 8月16日   |                                                                          |
| 2023年 | 準々決勝進出 | 渋谷区文化総合センター 大和田さくらホール | 8月15日   |                                                                          |
| 2024年 | 準決勝進出   | なかのZERO大ホール                        | 9月5・6日 |                                                                          |

### ほか賞レース
- Abema「笑ラウドネス」第3位

- おもしろ荘2022 - 第3位
- 第43回ABCお笑いグランプリ - 最終予選進出

## メディア出演

### テレビ

#### レギュラー番組
- DTテレビ（AbemaTV、2017年10月～、大ちゃんのみ）
- チャリロトよしもと（BSよしもと、水曜レギュラー、大ちゃんのみ）[3]

#### 準レギュラー番組
- 新しい波24（フジテレビ、2016年12月28日、2017年4月～2017年9月）[4]

- EXITV～FODの新作・名作をPon！Pon！見せまくり!!～（フジテレビ、2020年10月22日、2021年3月18日）

#### 出演
- お願い！ランキング「お願い！マンピンコン」（AbemaTV、2017年1月11日）
- 待機！無理スカポリス(テレビ埼玉、#12、#17、#18、鈴木のみ）
- ※注　芸人調べ　超若手オーディション（テレビ朝日、2018年9月13日）
- ウチのガヤがすみません！（日本テレビ、2018年10月30日、2019年6月11日）[5]
- 来ちゃった（テレビ朝日、2019年1月24日、鈴木のみ）
- アメトーーク「夢見るチェリー芸人」（テレビ朝日、2019年5月9日、鈴木のみ）
- 有田P おもてなす（NHK、2019年9月7日、塚田のみ）
- THE突破ファイル（日本テレビ、2020年3月5日、7月2日、12月3日塚田のみ、2021年1月28日）
- ニンゲン観察バラエティ　モニタリング（TBSテレビ、2020年9月10日、塚田声のみ）
- おもしろ荘（日本テレビ、2022年1月1日）[6]
- バズバラ！「NON STYLE 石田プレゼンツ おは☆オメ」（静岡朝日テレビ、2021年5月10日～13日）
- いろはに千鳥（テレビ埼玉、2021年7月20日）[7]
- 有吉の壁（2024年6月「若手予選会2024」）[8]
- おはスタ（2024年11月〜）[9]
- チョコプランナー（2024年「くだり-1グランプリ」）[10]
- 水曜日のダウンタウン（2025年5月「次世代リアクション王発掘オーディション」）

### ラジオ

#### 公式ラジオ
- ブラゴーリの硬式ラジオ（YouTube、2020年9月〜）
- ブラゴーリのハッピーラッキーラジオ（YouTube、stand.fm、2025年8月〜）

#### ゲスト出演
- 秋場信人と泥水すすり隊の「美ら水すすり隊」（FM那覇、2020年4月～）
- 竹芝から発信！PORT CITY RADIO（吉本興業公式チャンネル、2021年5月MC）

### 配信

#### YouTube公式チャンネル
- ブラゴーリ硬式チャンネル
- ブラゴーリハッピーラッキーチャンネル（2024年7月〜）
- VJ gaming[18]　（大ちゃんのみ）Vジャンプ公式ゲーム実況チャンネル
- どろみずTV[19]　EXIT兼近プロデュースユニット「泥水すすり隊」公式Youtubeチャンネル

#### YouTubeゲスト出演
- ニューヨークOfficial Channel
- 神保町よしもと漫才劇場公式YouTube（大ちゃんは「ゲーム大好き部」に所属）
- トルコメボーイズ（2019年8月-、ラタタッタ・やわらとのyoutubeチャンネル）

#### そのほか配信
- よしログ３０ (GYAO!、生配信、 2017年5月18日）
- ブラゴーリの『目指せ！ロケ芸人テレビ』(FRESH LIVE)
- 第一回「笑ラウドネスGP」（2021年7月18日、Abematv） ネタ順ドラフト会議、上位5組の爆笑打ち上げ
- ぜにいたち（AbemaTV、2023年1月）[17][11]
- オモ札（FANYチャンネル、2023年）

### 雑誌
- 芸人雑誌volume14（太田出版、2025年1月）

## 劇場

#### 単独ライブ
- ハイパーブラゴーリ（よしもと∞ホール、2017年5月3日） 観客284人、満員御礼。
- ハイパーウルトラブラゴーリ（よしもと∞ホール、2019年8月16日）

#### 主催定期ライブ
- ブラゴーリ新ネタライブ『本気』（2021年8月14日〜、神保町よしもと漫才劇場）
- ブラゴーリ新ネタライブ『調整』（2025年8月〜、神保町よしもと漫才劇場）

#### ユニット
- ゲキノビ！（2017年4月-2018年3月）チーム「キ」 神保町花月の若手ユニット
- 鈍行ズ（2018年10月-） 沼津ラクーンよしもと劇場の若手ユニット
- 幕張華蓮隊（2019年5月-） よしもと幕張イオンモール劇場の若手ユニット
- 泥水すすり隊お給料報告会(2020年1月-)
- 森川塚田のトークライブ 「ハッピーターン」(よしもと∞ドームステージⅡ、2021年2月13日)　塚田のみ
- 珍撰組  ラタタッタ、おミュータンツ、ブラゴーリのユニットライブ
- 英雄（〜2025年7月） ネイチャーバーガー、ブラゴーリによるバトルコーナーライブ 最後のコーナーはじゃんけんで負けた人がバットで背中を叩かれるのが定番

#### 特別企画
- ブラゴーリ裁判（2021年8月12日、神保町よしもと漫才劇場）